# White Is in the Winter Night
White Is in the Winter Night é uma canção da cantora irlandesa Enya. Foi lançado como segundo single do álbum And Winter Came... em Novembro de 2008.

## Performance nas paradas
| Parada (2008)                | Posição máxima |
| ---------------------------- | -------------- |
| Billboard Adult Contemporary | 8              |